# سید عبدالهادی حسینی شاهرودی
سید عبدالهادی حسینی شاهرودی (زاده ۱۳۲۶ در نجف) نماینده پیشین استان گلستان در مجلس خبرگان رهبری است. وی فرزند سید محمد حسینی شاهرودی از مراجع تقلید شیعه و نوادهٔ دختری عبدالحسین رشتی است. هاشمی‌شاهرودی باجناق اوست.

## زندگی‌نامه
وی تحصیلات ابتدائی را در مکتب‌خانه عبدالله نیشابوری آغاز نمود و از ۱۲ سالگی به تحصیلات حوزوی اشتغال یافت.
در دوران تحصیل از محضر اساتید همچون پدرش سید محمد حسینی شاهرودی، سید علی حائری، سید کاظم حائری، سید عباس حاتم یزدی، حسین راستی کاشانی، مصطفی اشرفی و موحد اصفهانی و دروس فقه و اصول محمد باقر صدر، سید ابوالقاسم خوئی، وحید خراسانی، سید محمدرضا گلپایگانی، سید کاظم حائری و مرتضی حائری یزدی بهره‌مند گردید و کلیه دروس را به رشته تحریر درآورد.

## فعالیت‌های فرهنگی
او علاوه بر فعالیت‌های علمی،حضوری جدی در حلقه سیاسی محمدباقر صدر داشت، تا جایی که یکی از افراد مورد اعتماد او به‌شمار می‌رفت.
نامه معروف صدر مبنی بر ذوب شدن در خمینی خطاب به همین حلقه بود. از همین‌رو ایشان نیز تحت تأثیر مبانی صدر کلیه فعالیت‌های انقلابی خویش را حول محور رهبری روح‌الله خمینی شکل می‌دهد، سیره‌ای که تا به امروز در مصداق محوریت سیدعلی خامنه ای امتداد داشته‌است.

## هجرت به لبنان
پس از دستگیری بعضی از عناصر فعال از جمله محمد صدر و شکنجه‌های فراوان و اعتراف او به اینکه مافوق ما سید عبدالهادی شاهرودی است، وی مخفی شده و بعد از برنامه‌ریزی دقیق توسط بیت سید عبدالهادی حسینی شاهرودی و باهمکاری سید عبدالغنی اردبیلی و دستور محمدباقر صدر، از عراق به لبنان سفر می‌کند.
او در این سفر حامل پیامی از سوی محمد باقر صدر برای امام موسی صدر بود و در لبنان از سوی او به گرمی مورد استقبال قرار گرفت.
در جریان این سفر، حزب بعث عراق، ۵ نفر از روحانیون و دانشگاهیان را دستگیر و اعدام می‌کند که از جمله آنها؛ سید عزالدین قبانچی، سید عماد تبریزی و شیخ عارف بصری بودند.
ورود شاهرودی به لبنان با وفات پدربزرگش مصادف بود که موسی صدر مجلس بزرگداشتی برای او برگزار می‌کند و در این مراسم، رئیس‌جمهور وقت لبنان، سفرای کشورهای اسلامی، نمایندگان احزاب و اعضای کلیسای مارونی شرکت کردند.

## بازگشت به ایران
در بحبوحه انقلاب ۵۷، شاهرودی لبنان را به مقصد ایران ترک می‌کند و در تهران سکنی می‌گزیند. او به مبارزات خود در برابر حکومت شاه ادامه می‌دهد و پس از پیروزی انقلاب، از سوی کمیته مرکزی خمینی، به شهر داراب اعزام شده و اقدام به تشکیل دادگاه انقلاب و سپاه پاسداران نمود. در مدت اقامت در داراب با راهنمایی عبدالرحیم ربانی شیرازی با هدف انسجام بخشی به نیروهای انقلابی، حزب جمهوری اسلامی را تشکیل داد.

## آثار
ولایت فقیه، قانون اساسی، دگر اندیشی
اخلاق کاربردی
اسلام و روابط بین الملل
اخلاق اسلامی
فرهنگ مهندسی معماری اسلامی
دانش و کوشش
و ده ها تالیفات دیگر